# Paradoxo da análise
O paradoxo da análise é um paradoxo que diz respeito a como uma análise pode ser correta e informativa. Embora o problema tenha sua origem no conflito no Mênon de Platão, foi formulado em sua forma completa pelo filósofo GE Moore em seu livro Principia Ethica, e primeiramente nomeado por CH Langford em seu artigo de 1942 A noção de análise na filosofia de Moore.

## O paradoxo
Uma análise conceitual é algo como a definição de uma palavra. No entanto, ao contrário de uma definição de dicionário padrão (que também pode listar exemplos ou falar sobre termos relacionados), uma análise completamente correta de um conceito em termos de outros parece que deve ter exatamente o mesmo significado que o conceito original. Assim, para ser correta, a análise deve poder ser utilizada em qualquer contexto em que o conceito original é utilizado, sem alterar o significado da discussão no contexto. Análises conceituais desse tipo são um dos principais objetivos da filosofia analítica.
No entanto, se tal análise for útil, deve ser informativa. Isto é, deveria nos dizer algo que ainda não sabemos (ou pelo menos, algo que alguém possa imaginar que alguém já não saiba). Mas parece que nenhuma análise conceitual pode tanto atender ao requisito de correção e de informatividade, quanto a esses entendimentos dos requisitos.
Para entender por que, considere uma possível análise simples:
(1) Para todo x (qualquer membro de uma classe ou conjunto), x é um irmão se e somente se x for um irmão masculino
Pode-se dizer que (1) está correto porque a expressão "irmão" representa o mesmo conceito que a expressão "irmão masculino" e (1) parece ser informativa porque as duas expressões não são idênticas. E se (1) é verdadeiramente correto, então "irmão" e "irmão masculino" devem ser intercambiáveis:
(2) Para todo x, x é um irmão se e somente se x é um irmão
Ainda (2) não é informativo, então ou (1) não é informativo, ou as duas expressões usadas em (1) não são intercambiáveis (porque elas mudam uma análise informativa em uma não informativa) então (1) não está correto. Em outras palavras, se a análise é correta e informativa, então (1) e (2) devem ser essencialmente iguais, mas isso não é verdade porque (2) não é informativo. Portanto, parece que uma análise não pode ser correta e informativa ao mesmo tempo.

## Propostas de resolução
Uma maneira de resolver esse paradoxo é redefinir o que é uma análise. Ao explicar o paradoxo, supõe-se que uma análise potencial seja uma relação entre conceitos, em vez das expressões verbais usadas para ilustrá-los. Se a expressão verbal é parte da análise, então não devemos esperar uma intersubstitividade completa mesmo em casos de análises corretas. No entanto, esta resposta parece mover a noção de análise em mera definição linguística, em vez de fazer um trabalho interessante com conceitos.
Outra resposta é morder a bala e apenas dizer que as análises corretas são pouco informativas - o que então levanta a questão de qual noção cognitiva positiva deve ser usada em vez desta, se houver.
Uma outra resposta seria tomar a posição de Willard Van Orman Quine e rejeitar completamente a noção de análise conceitual. Esta é uma resposta natural à rejeição da distinção analítico-sintética. O fato de muitos filósofos terem seguido Quine nessa direção é parte da razão pela qual muitos agora dizem que o termo filosofia analítica é um equívoco.